# Chandler (ソフトウェア)
Chandler (チャンドラー) は自由なPersonal Information Manager (PIM) ソフトウェアスイートである。以前はGNU General Public Licenseにおいて公開されていたが、現在はApache Licenseの下で利用可能である。カレンダー、電子メール、仕事の予定表、ノートテイキング機能が付属する。初期状態では英語のみにしか対応していないが、拡張機能をダウンロードすることでフランス語、ドイツ語、フィンランド語、スウェーデン語に対応させることができる。
チャンドラーはOpen Source Applications Foundationによって開発されている。用いられている主なプログラム言語はPythonである。Linux、Microsoft Windows、Macintoshで利用できる。プログラムの名前はミステリー小説作家のレイモンド・チャンドラーに由来する。また、1980年代に開発されていたLotus Agendaの影響を受けている。
チャンドラーで目指されている目標は以下のとおりである。
- 信頼性があり、体系がまとまっていて、広く使われているプロジェクトを選択し、オープン標準をサポートするオープンソースソフトウェアを基にすること。
- Pythonをトップレベルで使うことで、低レベルで高パフォーマンスのソースコードを組み入れること。
- 拡張モジュールアーキテクチャをサポートするプラットフォームを作成すること。
- クロスプラットフォームのユーザインターフェイスツールキットを選択すること。
- 耐久性のあるオブジェクトデータベースを使うこと。
- セキュリティのあるソフトウェアを作成すること。
- 共有、コミュニケーション、協力作業の出来るアーキテクチャを作成すること。